# Koniec (Lublin)
Pour les articles homonymes, voir Koniec.
Koniec (prononciation [ˈkɔɲet͡s]) est un village de la gmina de Stary Zamość, du powiat de Zamość, dans la voïvodie de Lublin, situé dans l'est de la Pologne.
Il se situe à environ 9 kilomètres à l'est de Stary Zamość (siège de la gmina), 9 kilomètres au nord de Zamość (siège du powiat) et 71 kilomètres au sud-est de Lublin (capitale de la voïvodie).
Sa population s'élevait approximativement à 860 habitants en 2006.

## Administration
De 1975 à 1998, le village est attaché administrativement à l'ancienne voïvodie de Zamość.

Depuis 1999, il fait partie de la nouvelle voïvodie de Lublin.